# Abietinaria immersa
Abietinaria immersa is een hydroïdpoliep uit de familie Sertulariidae. De poliep komt uit het geslacht Abietinaria. Abietinaria immersa werd in 1993 voor het eerst wetenschappelijk beschreven door Vervoort. 